# Palatul Arhiepiscopiei Ortodoxe a Clujului
Palatul Arhiepiscopiei Ortodoxe a Vadului, Feleacului și Clujului este situat în Piața Avram Iancu din municipiul Cluj-Napoca. 

## Istoric
Clădirea a fost ridicată în 1887 de administrația austro-ungară drept sediu al Administrației Domeniilor Forestiere. După finalizarea lucrărilor de construcție a Catedralei Ortodoxe a Clujului, edificiul a fost donat de statul român Bisericii Ortodoxe Române. Clădirea adăpostește din 1952 Seminarul Teologic Ortodox și un paraclis (capelă).